# Škoda 105
Pour un article plus général, voir Škoda 742.
La Škoda 105 est l'une des appellations de la Škoda type 742, modèle automobile conçu et fabriqué par le constructeur tchécoslovaque Škoda Auto entre 1976 et 1988. La Škoda type 742 a été la dernière voiture à moteur arrière proposée par Škoda.

## Historique

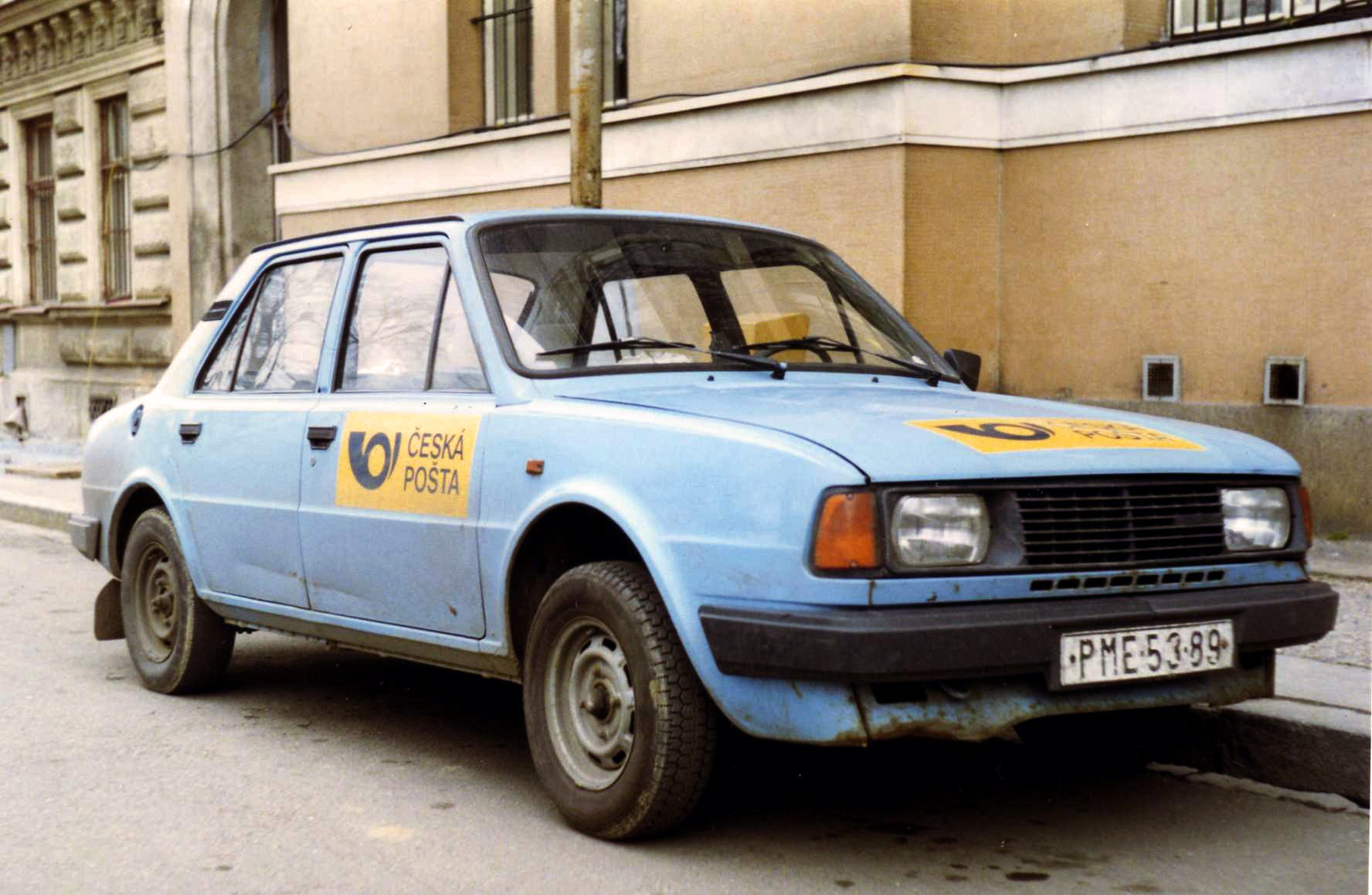
Škoda 105 de la Česká pošta

Initialement prévue pour 1974, les nouvelles Škoda 742 sont présentées à la Foire de Brno de 1976. Quatre versions sont au catalogue dont deux modèles de Škoda 105 représentant alors l'entrée de gamme: les 105 S et 105 L à moteur 1 046 cm3 de 46 ch.
Extérieurement, les différences entre ces modèles se situent notamment au niveau de la face avant. La humble 105 S se contente d’une calandre sans décorations alors que la version L ajoute une fine moulure sur cette dernière et bénéficie de phares à iode.
Au printemps 1981, la Škoda 105 reçoit l’appui d’une version haut de gamme, la 105 GL. Elle ajoute un becquet en plastique noir sur le capot arrière et une calandre plus statutaire comme la 120 GLS de 1978. En 1982, la Škoda 105 GL troque ses feux verticaux pour des modèles positionnés horizontalement et largement dimensionnés, et les frêles pare-chocs chromés sont désormais en plastique noir.
La 105 S garde ses deux phares ronds à l’avant, tandis que les autres modèles gagnent des optiques rectangulaires.

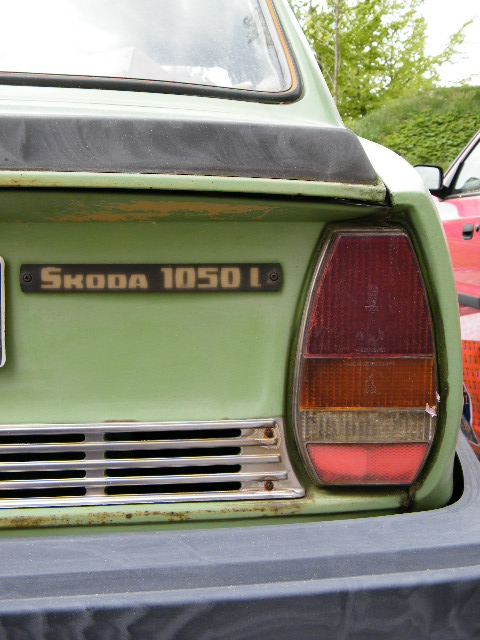
Škoda 1050

Les imposants pare-chocs en plastique noir et les feux horizontaux des 105 GL sont généralisés en septembre 1983. Côté technique, on note des modifications au niveau du moteur (filtre à huile et allumeur notamment), du système de freinage, de la suspension et de la direction.
La voiture fut également exportée sans succès sous les appellations Škoda Estelle. À noter que la Škoda 105 fut vendue en France sous l'appellation Škoda 1050 puisque Peugeot détient les droits concernant les appellations de trois chiffres à zéro central.
En 1988, la révolutionnaire Favorit met définitivement la Škoda 105 à la retraite. Durant 14 ans, ce ne sont pas moins de 2 058 529 exemplaires des Škoda type 742 qui sont sortis des chaînes, dont 870 561 Škoda 105.

## Modèles

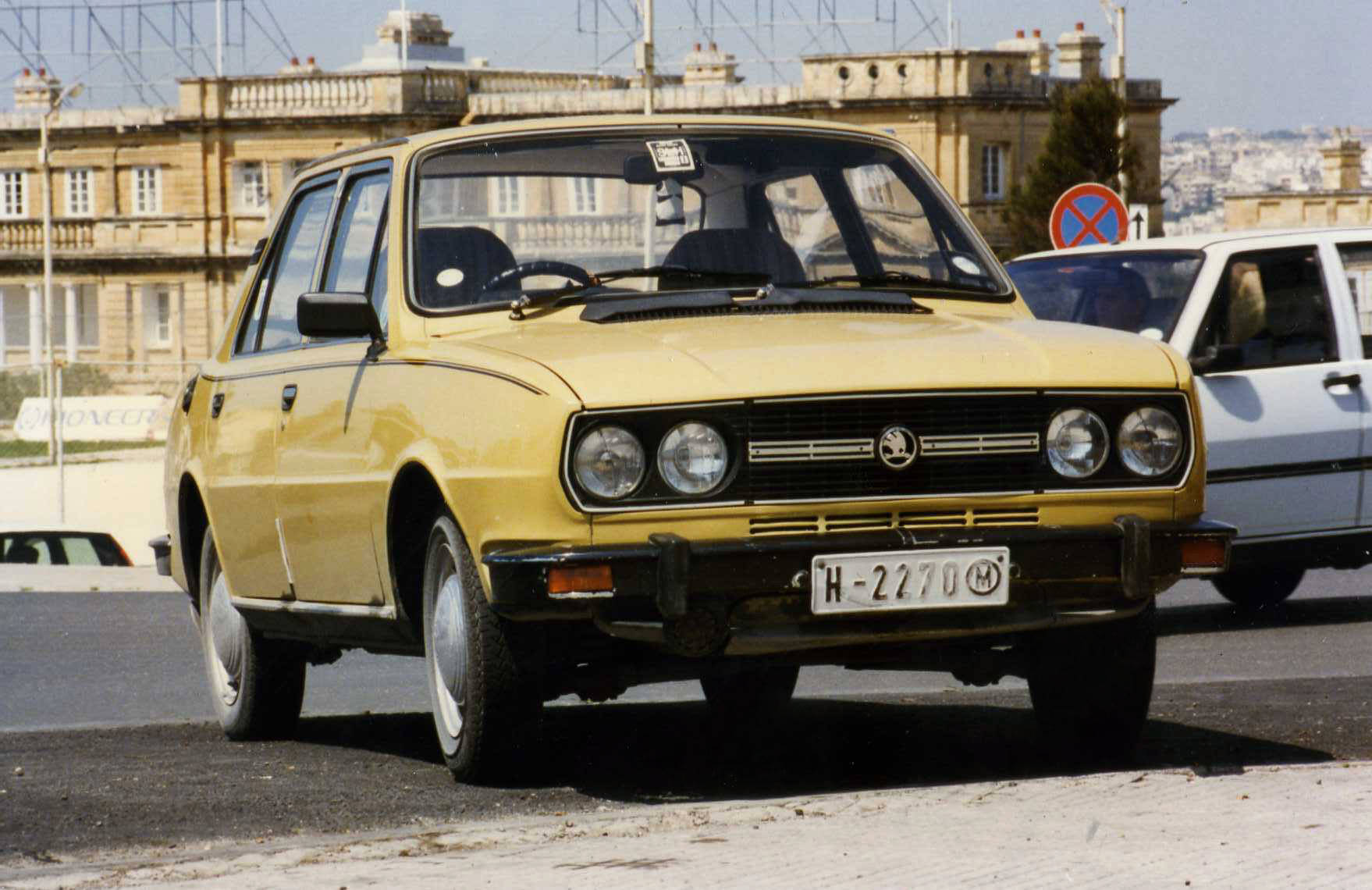
Škoda Estelle/105 GL, 1981-1982

Škoda 105 S - Standard. La moins luxueuse des Type 742 : Absence de garniture chromée extérieure, tapis de sol en caoutchouc, dossiers des sièges avant fixes, vitres des portières arrière fixes, absence d'accoudoirs de porte, etc. Fabriquée à partir d'août 1976 au 30 août 1986.
Škoda 105 L - Luxe. Cette version était équipée de ce qui manquait dans la 105 S, c'est-à-dire : tapis de sol textiles, accoudoirs, dossiers des sièges avant réglables, vitres arrière manœuvrables. L'instrumentation du tableau de bord est circulaire. Enfin, la carrosserie a des petits éléments décoratifs : baguette chromée autour de l'emblème Škoda sur le radiateur et seuils de porte polis. Produit de 1976 à 1988.
Škoda 105 GL - Grand Luxe. La version la plus luxueuse de la 105 : quatre phares avant au lancement puis phares et feux rectangulaires, baguette chromée à l'avant, contours de portes et de vitres chromés également. La voiture dispose en outre d'un meilleur alternateur et de freins plus efficaces. Les appuie-têtes sont réglables, les ceintures sont à enrouleurs. Les garnitures de portes sont en polyuréthane souple. Ce modèle a été relativement peu fabriqué de mars 1981 à juin 1983.
Škoda 105 SP - Spéciale. Véhicule pour les services municipaux, qui devait rivaliser avec des voitures comme la Trabant. Il s'agissait essentiellement du même modèle que la 105 S, mais sans rangée de sièges arrière (plancher plat). La voiture a été produite à partir d'octobre 1982 jusqu'en juillet 1988, seulement pour le marché tchécoslovaque.

## Galerie de photos

### Škoda 105S

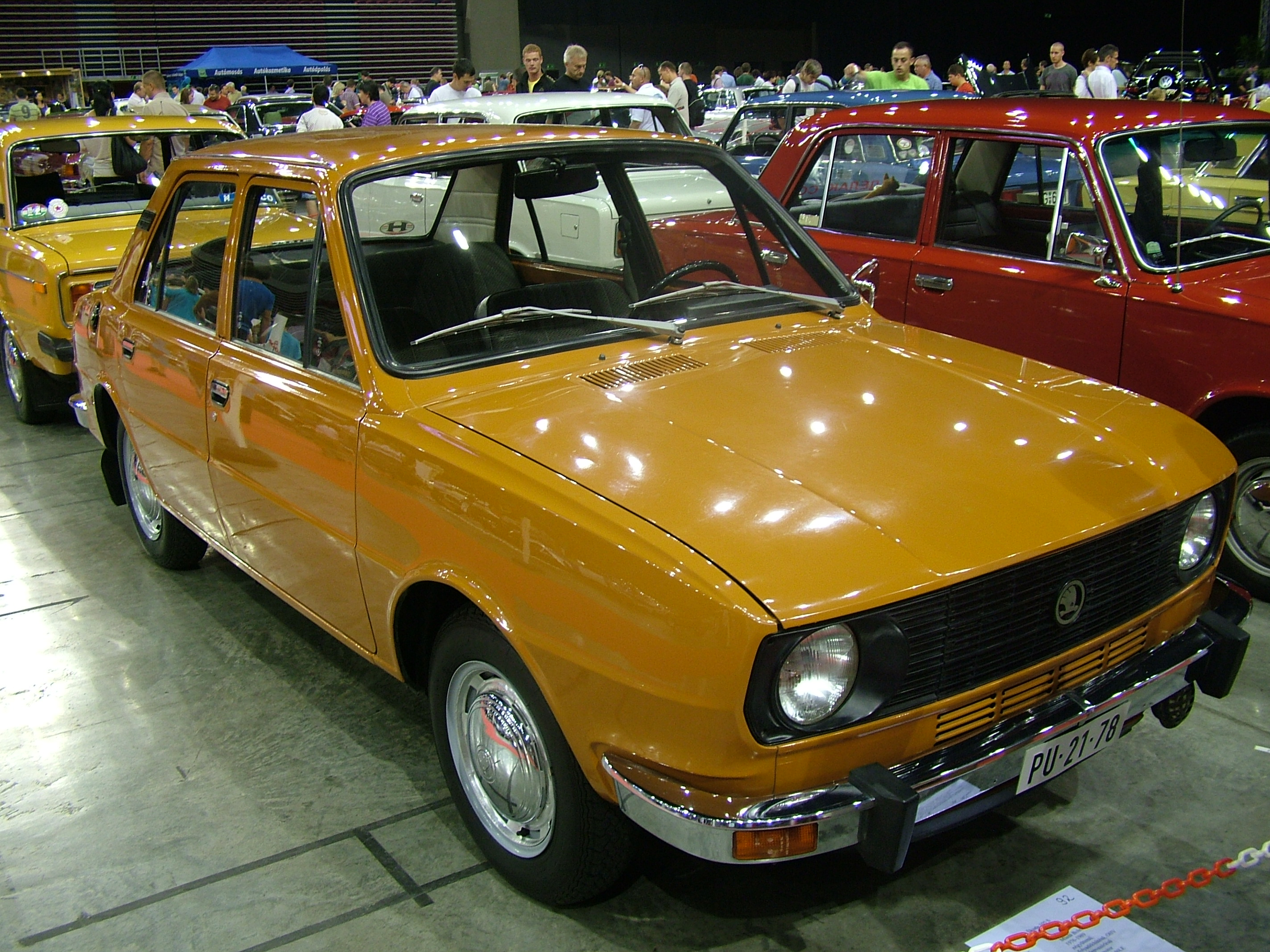
Modèle 1976-1983
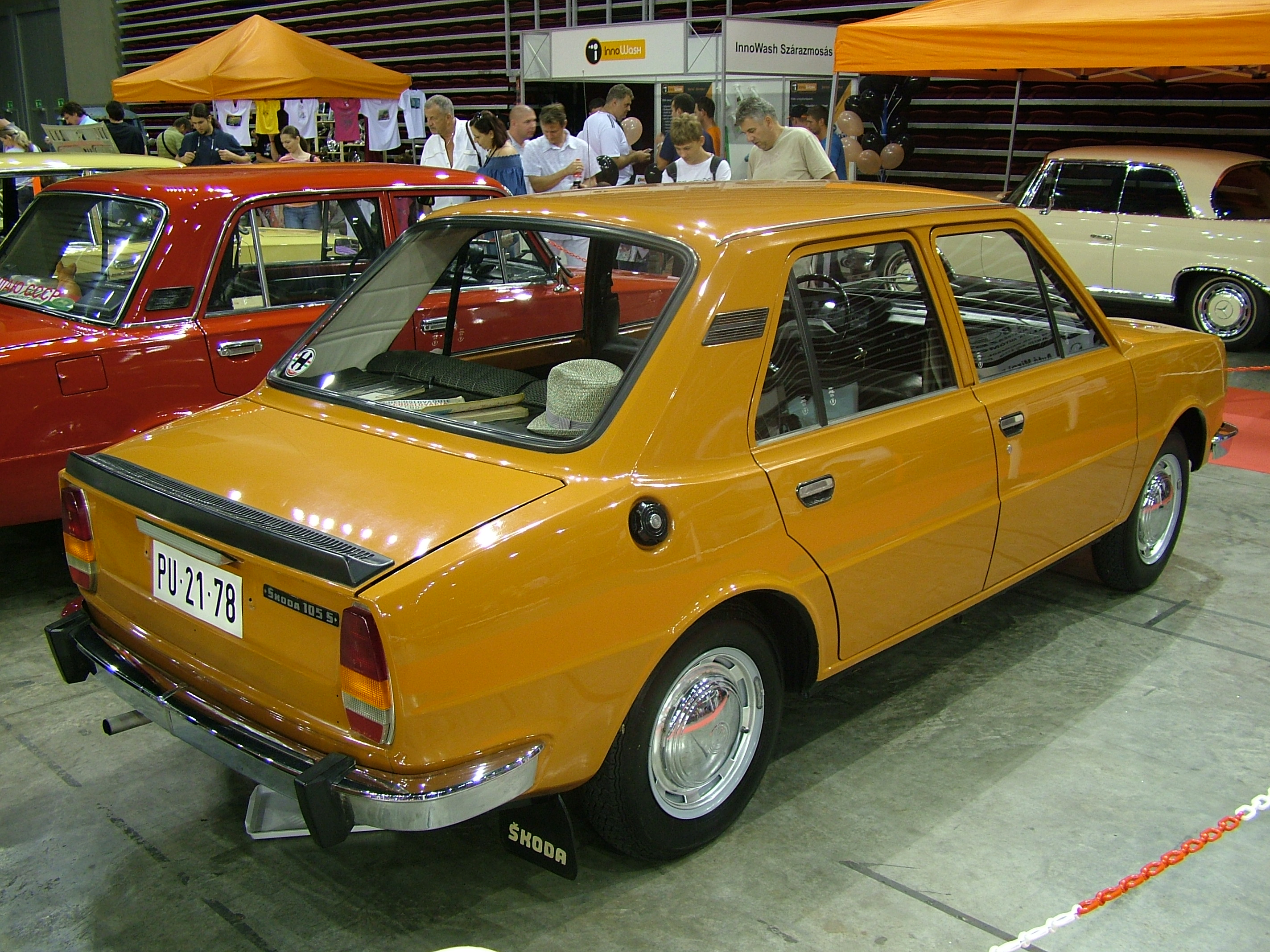
Modèle 1976-1983
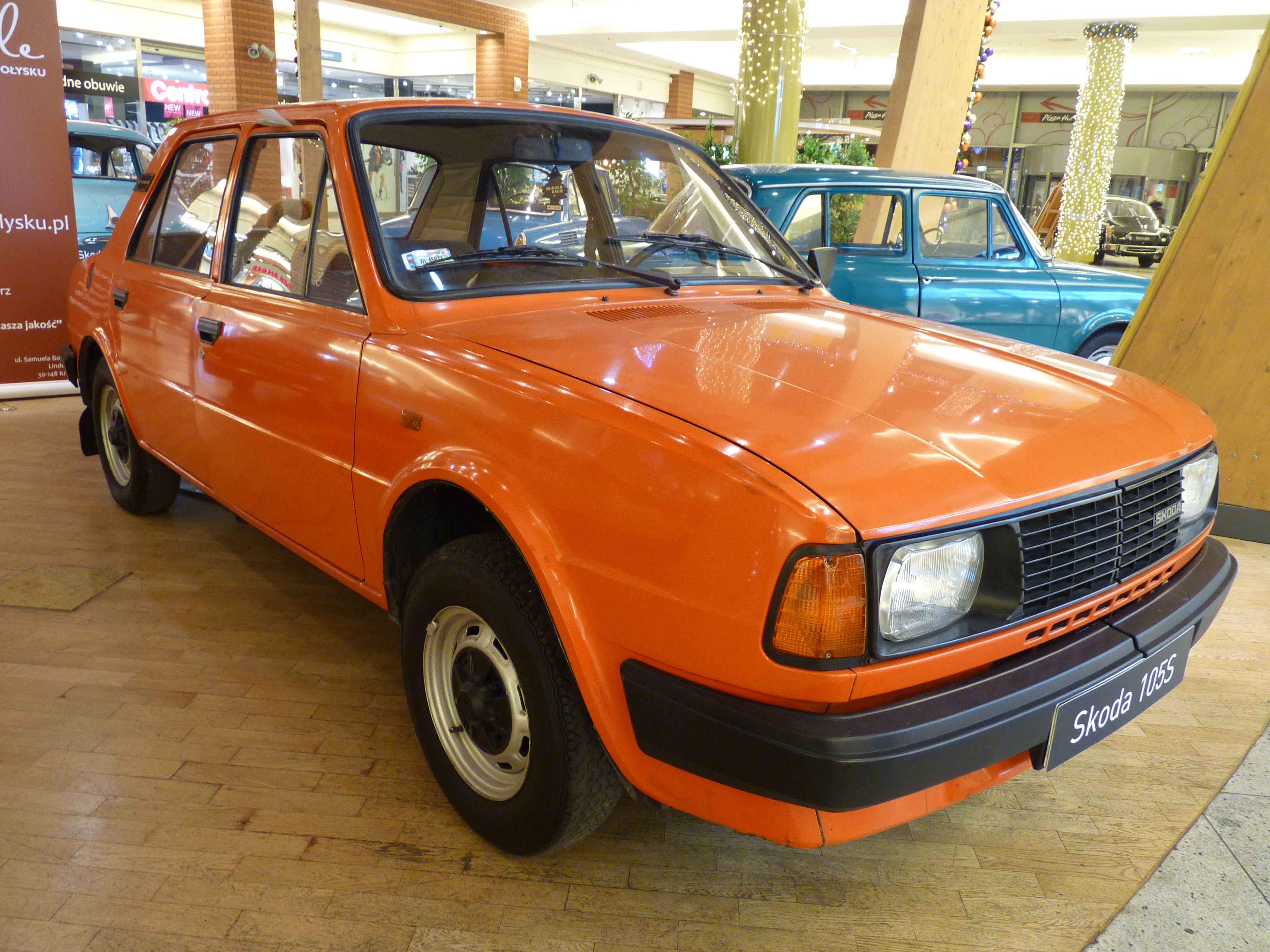
Modèle 1983-1986
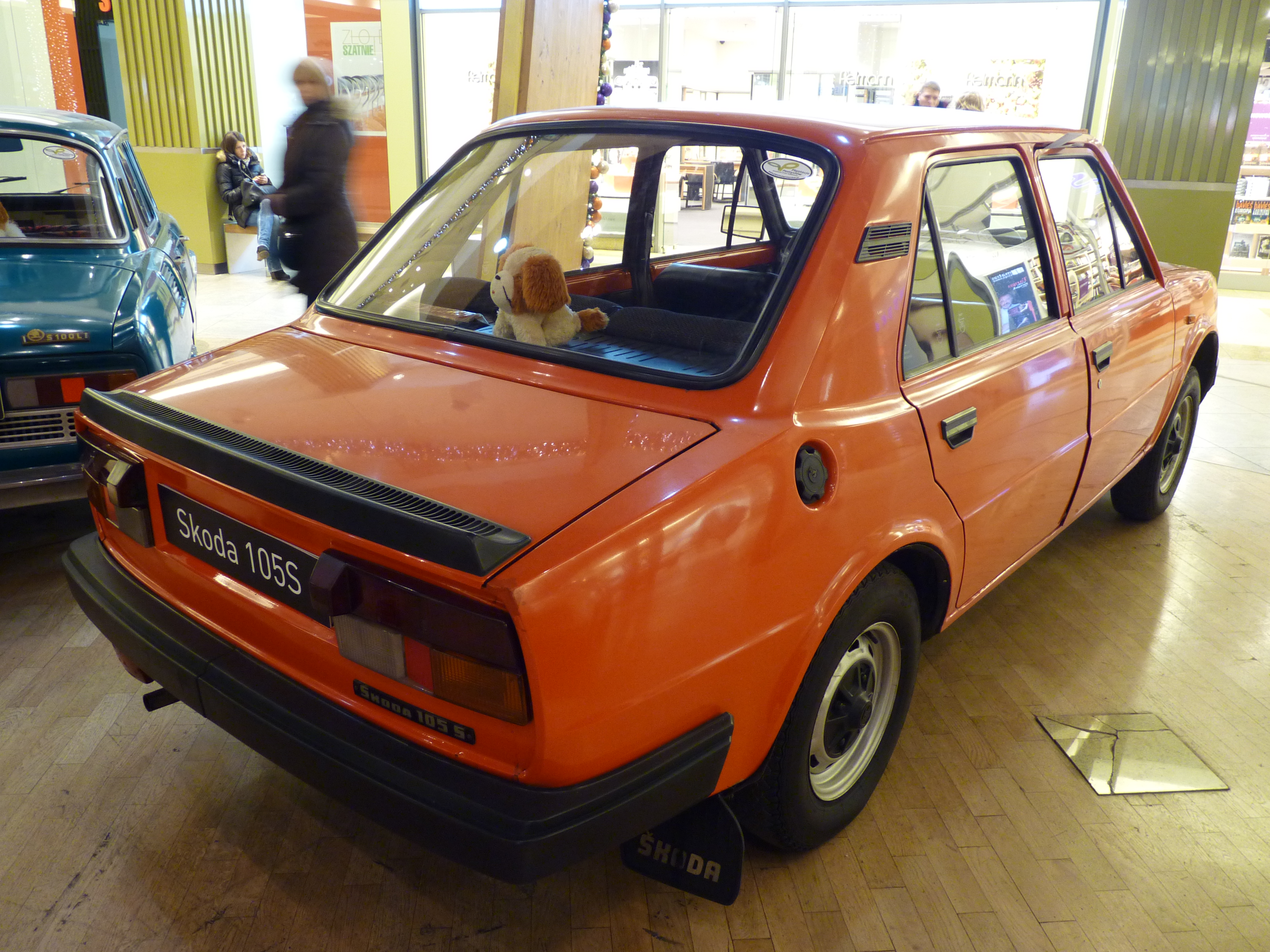
Modèle 1983-1986

### Škoda 105L

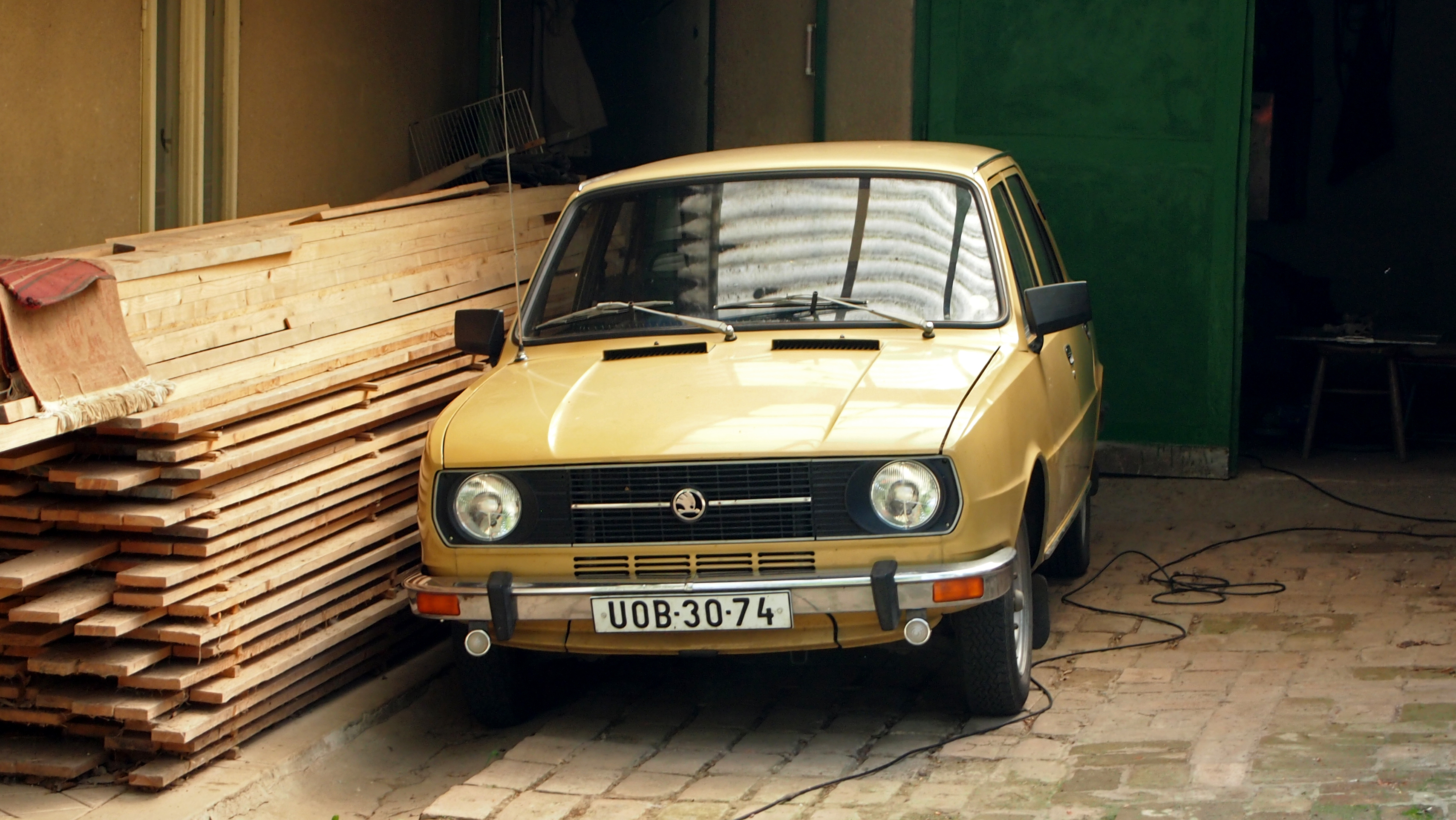
Modèle 1976-1982
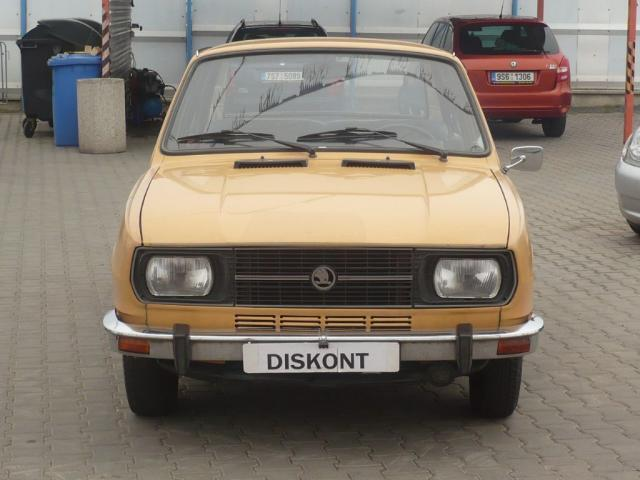
Modèle 1982
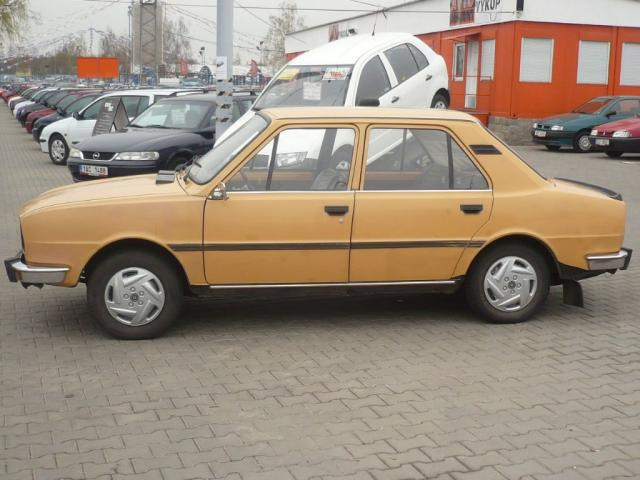
Modèle 1982
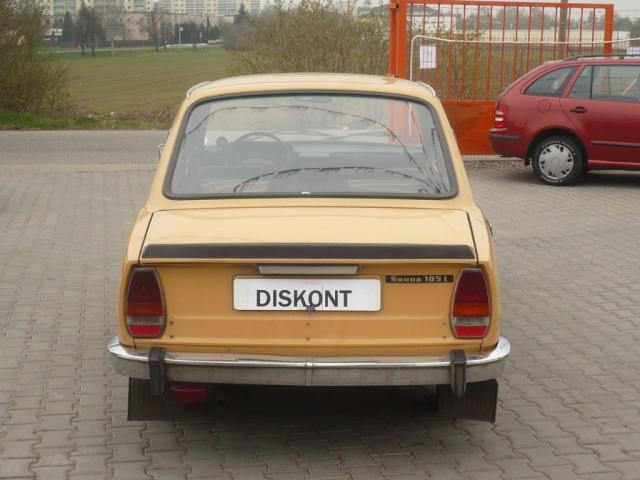
Modèle 1982
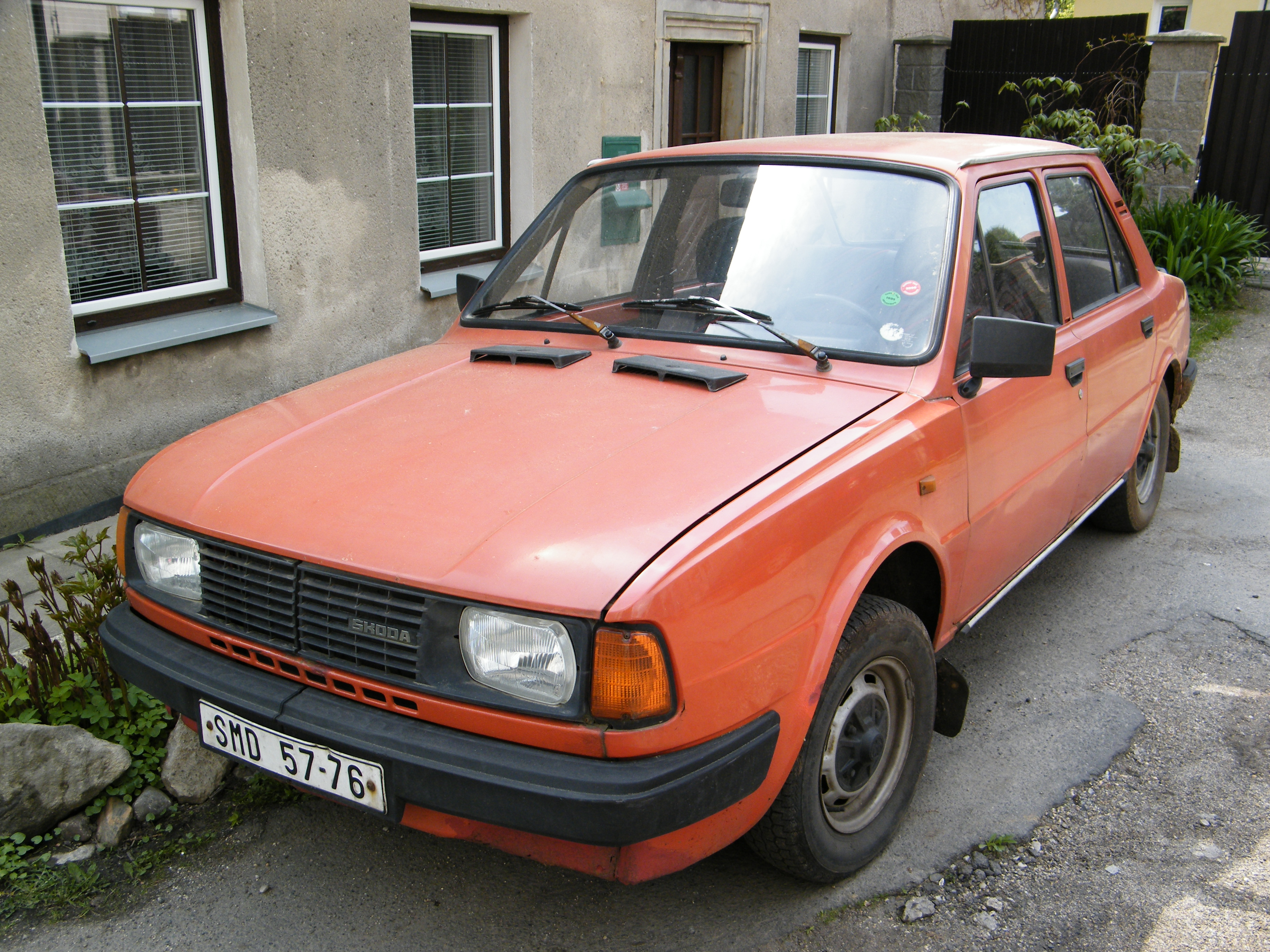
Modèle 1983-1988
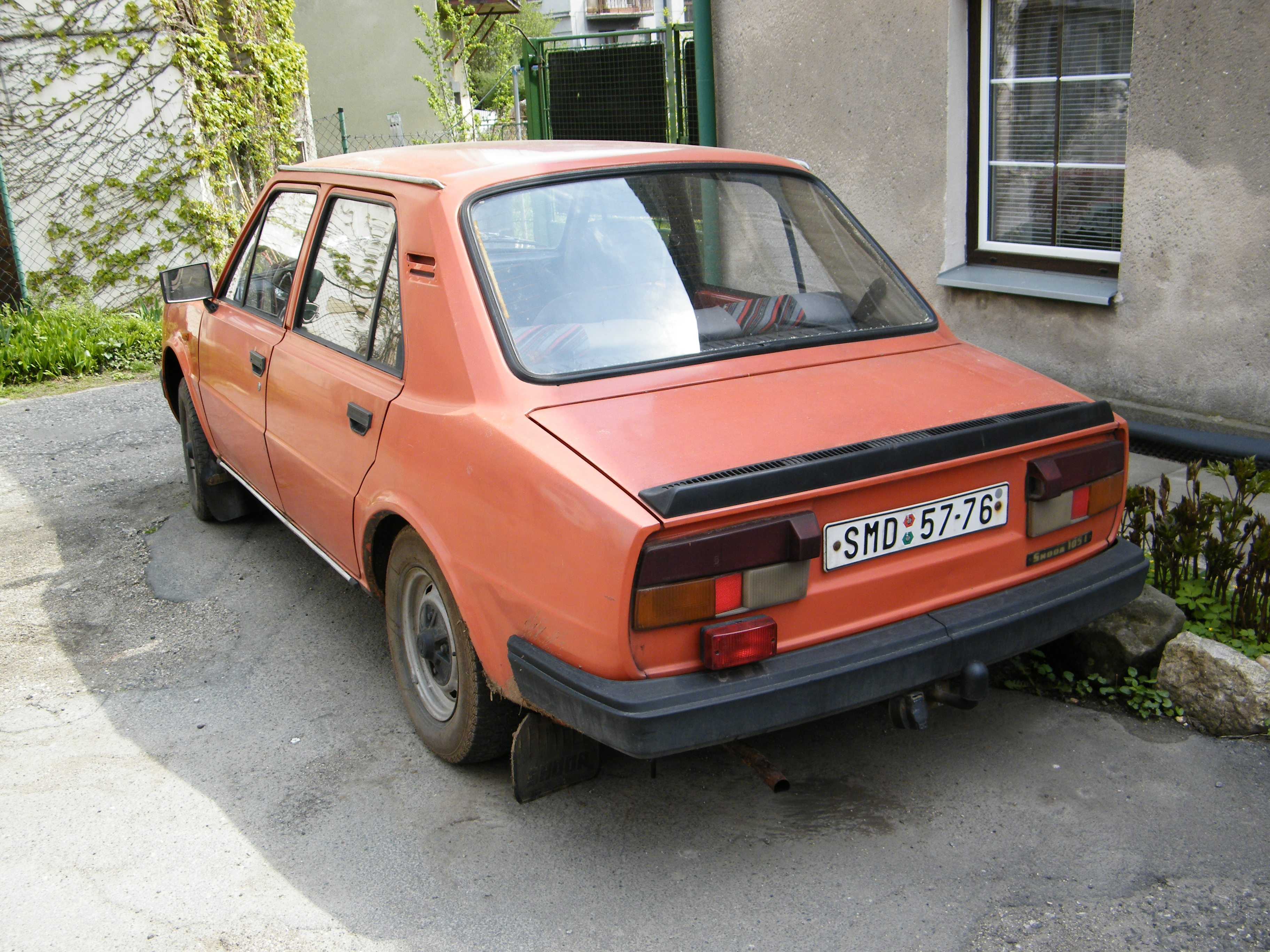
Modèle 1983-1988

### Intérieur

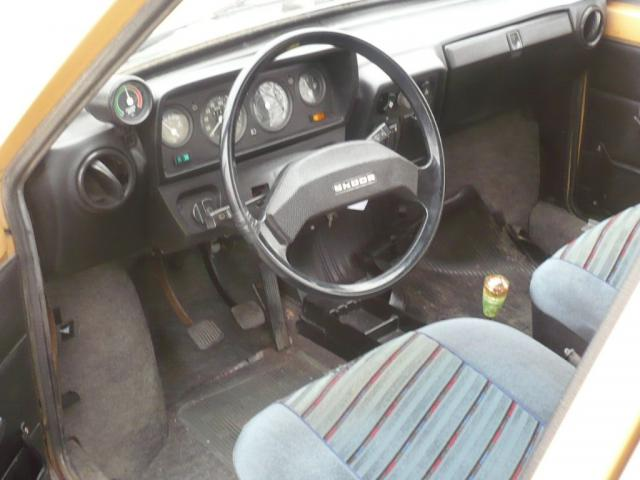
Škoda 105L, modèle 1982
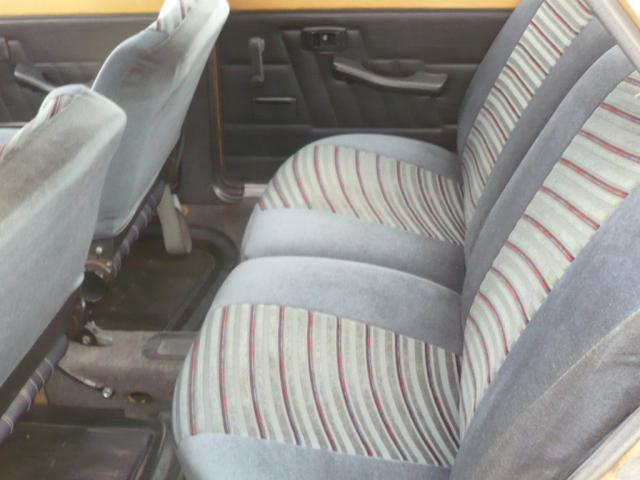
Škoda 105L, modèle 1982

## Sources et bibliographie
- (cs) Cet article est partiellement ou en totalité issu de l’article de Wikipédia en tchèque intitulé « Škoda 742 » (voir la liste des auteurs).
- Bernard Vermeylen, Voitures des pays de l'Est, Boulogne-Billancourt, ETAI, 2008, 239 p. (ISBN 978-2-7268-8808-7, OCLC 470767381)

En tchèque:
- Jaroslav Andrt, Údržba a opravy automobilů Škoda : 105, 120, 125, 130,135, 136, Garde,Rapid, Prague, T. Malina, 1994 (ISBN 80-900759-7-5)
- Mario René Cedrych, Aby jezdily i v roce 2000 : Škoda 105, 120, 130, 135/136, Garde, Rapid. Techn. data a inform., dodatečné úpravy, rekonstrukce a renovace, záměnnost dílu, Prague, Grada, 1994, 283 p. (ISBN 978-80-7169-075-7).
- Mario Cedrych et Lukáš Nachtmann, Škoda : auta známá i neznámá : prototypy i sériové automobily vyráběné od roku 1934, Prague, Grada, 2003 (ISBN 80-247-9052-1)
- Jan Králík, V soukolí okřídleného šípu : zákulisí automobilky Škoda očima konstruktéra Favoritu Petra Hrdličky, Prague, Grada, 2008, 160 p. (ISBN 978-80-247-2415-7, lire en ligne).
- Petr Kožíšek et Jan Kralik, L & K - Škoda, 1895-1995, t. 2 : Let okřídleného šípu, Prague, Motorpress, 1995 (ISBN 978-80-901749-4-8).
- Jan Tuček, Škoda : zapomenuté vozy 1960-1990, Prague, Grada, 2007, 174 p. (ISBN 978-80-247-2012-8, lire en ligne).